# Benny Greb

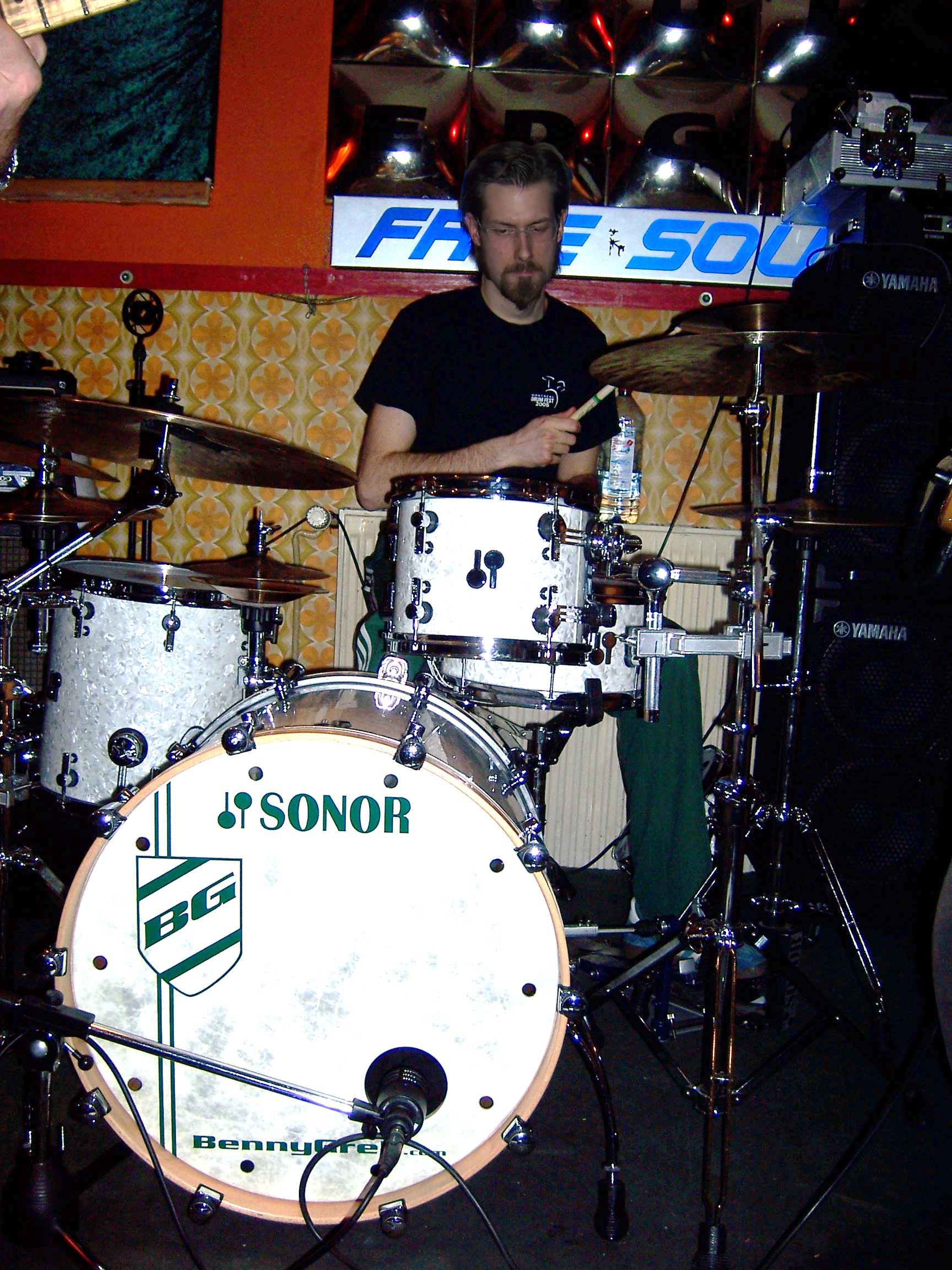
Benny Greb grający na perkusji Sonor podczas koncertu w klubie muzycznym Souledge w Hamburgu

Benny Greb (ur. 13 czerwca 1980 w Augsburgu) – niemiecki perkusista i wykładowca muzyki.

## Życiorys
Rodzice Benny’ego Greba bardzo interesowali się muzyką, choć nie grali na żadnym instrumencie muzycznym. Często zabierali ze sobą syna na koncerty. Jego ojciec słuchał brytyjskich artystów, takich jak James Taylor, Queen i The Beatles. Jego brat był klawiszowcem i interesował się muzyką takich artystów, jak Tower of Power, James Brown i Bee Gees. Benny Greb już jako dziecko uczył się gry na trąbce i fortepianie. W wieku 6 lat rozpoczął naukę gry na perkusji. Gdy miał 12 lat, zaczął grać w zespołach punkowych, po czym odkrył rock i jazz, grywając w różnych zespołach. W roku 1997 rozpoczął naukę w szkołach muzycznych w Dinkelsbühl, a następnie w Hamburgu.
Benny Greb gra z muzykami reprezentującymi różne style i gatunki muzyczne: ze Stefanem Stoppokiem (rock), Ron Spielman Trio (jazz), Jerobeam (pop), Strom & Wasser (akustyczny punk/kabaret), Christianem von Richthofenem (z wykorzystaniem samochodu jako instrumentu perkusyjnego) i z własnym zespołem Benny Greb Brass. Jego umiejętność do łączenia jazzu i rocka sprawia, że współpracuje także z jazz-rockowym zespołem 3ergezimmer. Grał także muzykę klasyczną, współpracując z orkiestrą rozgłośni NDR w jej projekcie Zappa, oraz muzykę reggae z jazzowym wokalistą Bobbym McFerrinem.

### Koncerty
W 2002 roku wystąpił na World Drum Festival w Niemczech. Od tamtego czasu uczestniczył w: Montreal Drum Festival w Kanadzie, Ultimate Drummers Weekend w Australii, Drummer Live w Wielkiej Brytanii, Percussive Arts Society International Convention (PASIC) w Stanach Zjednoczonych, Hungarian “Percussion Gala” i w 2010 roku Modern Drummer Festival. Benny Gred daje poza tym instruktażowe pokazy na całym świecie, grając na zestawach perkusyjnych marki Sonor i Meinl.

### Działalność pedagogiczna
Benny Greb wykłada w Hamburg School of Music i Popakademie w Mannheim, prowadzi kursy/seminaria: Popkurs w Hochschule für Musik und Theater Hamburg i BandCamp w Bayerische Musikacademie Hammelburg.
W 2003 roku w Niemczech został wydany na DVD pierwszy instruktażowy występ Benny’ego Greba, zatytułowany Vorschlag (Propozycja).
W 2009 roku wytwórnia Hudson Music wydała na DVD kolejny materiał instruktażowy, The Language of Drumming - A System For Musical Expression, gdzie Benny Greb zaprezentował własne podejście do gry na perkusji.

## Dyskografia
- 2005 – Grebfruit
- 2009 – Brass Band
- 2009 – 3ergezimmer (z zespołem 3erGezimmeR)
- 2014 – Moving Parts
- 2016 – Moving Parts Live
- 2017 – Grebfruit 2